# يوهان فاديفول

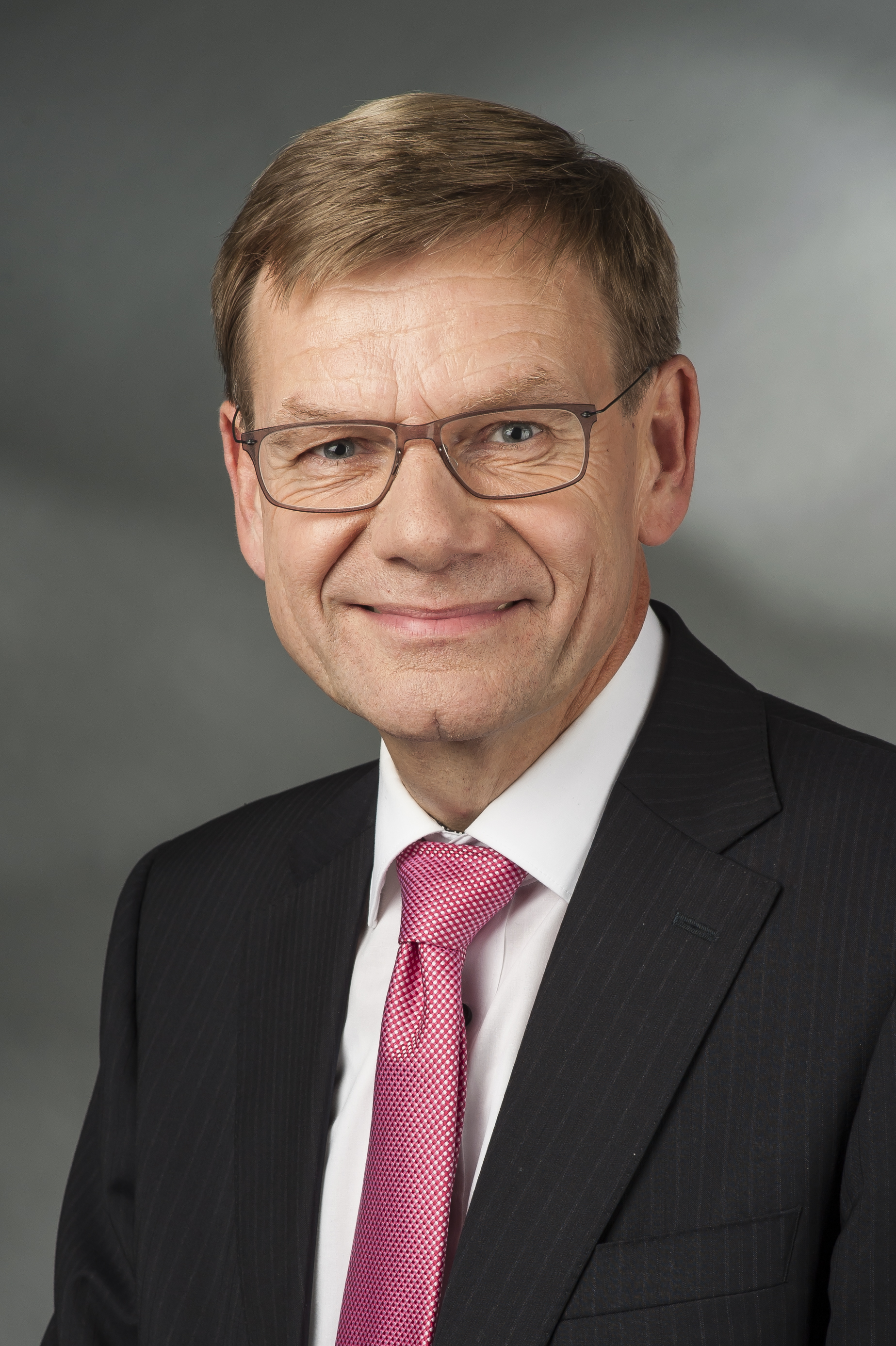
يوهان فاديفول (2014)

يوهان والتر ديفيد رودولف فاديفول [‎ˈvaːdəˌfuːl‏] (ولد في 10 فبراير 1963 في هوسوم ) هو سياسي ألماني من الحزب الديمقراطي المسيحي ويشغل منصب وزير الخارجية الاتحادي لجمهورية ألمانيا الاتحادية في حكومة ميرتس منذ 6 مايو 2025.
وهو أيضا عضو في البرلمان الألماني منذ عام 2009 حيث كان أحد نواب رئيس المجموعة البرلمانية للحزب الديمقراطي المسيحي/الاتحاد الاجتماعي المسيحي منذ عام 2017.
كان في السابق رئيسا للمجموعة البرلمانية لحزب الاتحاد الديمقراطي المسيحي في برلمان ولاية شلسفيغ هولشتاين منذ عام 2005. 

## الحياة والمهنة
بعد تخرجه من مدرسة ميلدورف للدراسات الأكاديمية في عام 1982خدم فادفول كجندي مؤقت من عام 1982 إلى عام 1986 وبدأ دراسة القانون في جامعة كريستيان ألبريشت في كيل في عام 1986 والتي أكملها في عام 1991 بأول امتحان حكومي في القانون.
في عام 1995 نجح في امتحانه الثاني ومنذ ذلك الحين عمل محاميا كما يعمل حاليا في مكتب محاماة في نويمونستر وفي عام 1996 حصل على الدكتوراه القانون مع عمل اسمه اتفاق الشركاء في الشركة .
يوهان فاديفول بروتستانتي ومتزوج ولديه ثلاثة أطفال ويعيش في الوقت الحالي في مولفسي وهو مقدم في احتياطي الجيش الألماني . 

## الحزب

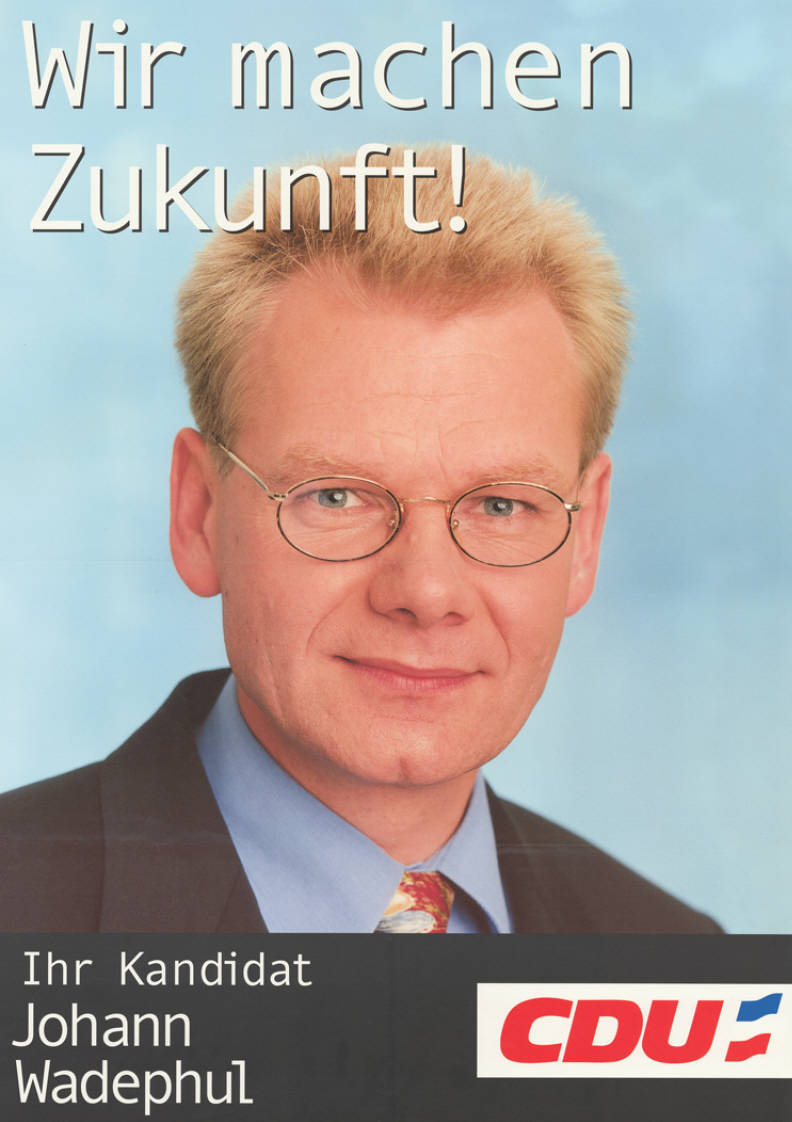
فاديفول على ملصق انتخابي (2000)

فاديفول عضوًا في الحزب الديمقراطي المسيحي منذ عام 1982 وهناك انخرط في البداية في اتحاد الشباب في جمعية منطقة ديتمارشن حيث كان رئيسا لها من عام 1985 إلى عام 1989 ومنذ 1 يونيو 1996 أصبح رئيسا فخريا لاتحاد الشباب في ديتمارشن. 
بعد توليه منصب رئيس المنطقة أصبح فاديفول رئيس اتحاد الشباب لولاية شلسفيغ هولشتاين من عام 1992 إلى عام 1996.
منذ عام 1993 كان عضوًا في اللجنة التنفيذية للحزب الديمقراطي المسيحي في ولاية شلسفيغ هولشتاين.
من عام 1997 إلى عام 2000 كان الأمين العام ومن عام 2000 إلى عام 2002 كان رئيسا للحزب الديمقراطي المسيحي في ولاية شلسفيغ هولشتاين.
منذ يناير 2006 أصبح فاديفول رئيسا لحزب الاتحاد الديمقراطي المسيحي في رندسبورج-إيكيرنفورد ومن عام 2010 إلى عام 2021 كان عضوًا في المجلس التنفيذي الفيدرالي للحزب الديمقراطي المسيحي .

## الوظائف السياسية

### عضو في برلمان ولاية شلسفيغ هولشتاين (من عام 2000 إلى عام 2009)
من عام 2000 إلى عام 2009 كان فاديفول عضوًا في برلمان ولاية شلسفيغ هولشتاين وهنا أصبح على الفور عضوًا في اللجنة التنفيذية للمجموعة البرلمانية للحزب الديمقراطي المسيحي.
في 17 مارس 2005 تم انتخابه لأول مرة نائبا لزعيم المجموعة البرلمانية وبعد 27 أبريل 2005 أصبح أخيرا رئيسا للمجموعة البرلمانية للحزب الديمقراطي المسيحي في برلمان الولاية .

### عضو في البرلمان الألماني (منذ عام 2009)
كان فاديفول عضوًا في البرلمان الألماني منذ عام 2009 وفي الانتخابات الفيدرالية لعام 2009 تم انتخابه في دائرة ريندسبورج-إيكرنفورد بحصوله على 40.2% صوتًا من الأصوات الأولى المنتخبة مباشرة للبرلمان الألماني.
في الولاية السابعة عشر للبرلمان الألماني كان فاديفول عضوًا كامل العضوية في لجنة العمل والشؤون الاجتماعية ولجنة شؤون الاتحاد الأوروبي وكان أيضا عضوًا في الجمعية البرلمانية لمجلس أوروبا .
كان فاديفول في الانتخابات الفيدرالية لعام 2025 المرشح الأول لحزب الاتحاد الديمقراطي المسيحي في شلسفيغ هولشتاين وفاز بالتفويض المباشر في دائرة ريندسبورج-إيكرنفورد بـ %32.8 صوتًا وتم إعادة انتخابه للبرلمان الألماني.  

### وزير الخارجية الاتحادي (منذ عام 2025)
في 6 مايو 2025 أصبح فاديفول أول سياسي من الحزب الديمقراطي المسيحي منذ عام 1966 يتم تعيينه وزيراً للخارجية في حكومة ميرز . 

## العضويات
فاديفول هو نائب رئيس مؤسسة هيرمان إهلرز وإضافة إلى ذلك هو عضو في الاتحاد الأوروبي غير الحزبي في ألمانيا والمجموعة البرلمانية للاتحاد الأوروبي في البرلمان الألماني .

## انتقادات
في فبراير 2025 تعرض فاديفول لانتقادات شديدة عندما اتصل به شخصان روسيان مزيفان هما فوفان ولكزس  واللذان زعما أنهما موظفان لدى الرئيس الأوكراني فولوديمير زيلينسكي وفي المكالمة التي استمرت 20 دقيقة تحدث فاديفول عن الدعم العسكري واحتمال تسليم صواريخ كروز من طراز توروس . وأضاف أن روسيا "ستظل دائما عدوا وتهديدا لأمننا الأوروبي".  وفي السنوات الأخيرة، وقع سياسيون آخرون مثل أنجيلا ميركل ، وروبرت هابيك ، وجورجيا ميلوني ، وأندريه دودا في فخ الثنائي (أسماءهم المدنية هي فلاديمير كوزنيتسوف وأليكسي ستولياروف). 

## روابط الويب
- الموقع الإلكتروني لـ Johann Wadephul مع السيرة الذاتية
- يوهان فاديفول في نظام المعلومات لبرلمان الولاية شلسفيغ هولشتاين
- يوهان فاديفول على موقع abgeordnetenwatch.de هدفه توجه أسئلة مباسرة إلى السياسيين
- تعليق يوهان فاديفول حول الحرب الروسية الأوكرانية مركز الحداثة الليبرالية، 7 أبريل 2025